# Dijkaflaat van 1515
Met de dijkaflaat van 1515 werd door paus Leo X aan keizer Karel V toestemming gegeven om in de periode 1515-1518 via de handel in aflaten geld in te zamelen voor herstelwerkzaamheden aan de Nederlandse dijken.

## Geschiedenis
Ten gevolge van diverse stormvloeden aan het begin van de 16e eeuw was de conditie van de dijken in de Nederlanden sterk verzwakt. Op een rondreis na zijn aantreden in 1515 constateerde Karel V, dat onderhoud een noodzaak was, vooral omdat verschillende delen van het land regelmatig te maken hadden met overstromingen. Doordat het Karel V op dat moment aan de benodigde middelen ontbrak, besloot hij paus Leo X te benaderen voor toestemming van een bijzonder soort aflaat, waarmee geld zou worden ingezameld voor herstel van de dijken.
Door een aflaat konden gelovigen onder meer kwijtschelding krijgen van begane zonden. Vanaf de 12e eeuw ontstond er een handel in de verkoop van aflaten, waaraan met name de Rooms-Katholieke Kerk zich verrijkte. Sinds de late middeleeuwen werd de handel van aflaten ook ingezet om inkomsten te creëren voor onderhoud of aanleg van publieke werken (bruggen en wegen). Dat de aflaat nu werd ingezet voor waterwerken was uniek.

## De aflaat
Op 7 september 1515 verleende paus Leo X aan keizer Karel V het recht voor het gebruik van aflaten om geld in te zamelen: “pro reparatione agerum, ne mare inundet loca maritima dominiorum dicti archiducis" (Nederlands: ten behoeve van het herstel van de dijken om te voorkomen dat de zee kustplaatsen in de gebieden van genoemde aartshertog overspoelt) Als pauselijk commissaris (toezichthouder) op de handel werd Adriaan Floriszoon Boeyens, de latere paus Adrianus VI, aangesteld. Onder zijn supervisie werden kerken aangewezen, waar gelovigen de aflaat konden verkrijgen. Ook moest hij erop toezien, dat er geen misbruik van de handel werd gemaakt en dat de ingezamelde gelden hun uiteindelijke doel zouden bereiken: 1/3 deel was voor het Vaticaan ten behoeve van de bouw van de Sint-Pietersbasiliek, 2/3 deel ging naar de schatkist van Karel V met als beoogde bestemming de verbetering van de dijken.
Om de inkomsten van de speciaal afgegeven aflaat te optimaliseren had Karel V met paus Leo X een overeenkomst gesloten dat alle andere op dat moment geldende aflaten binnen de Nederlanden niet van kracht zouden zijn (hieronder behoorde o.a. de Jubelaflaat ten behoeve van de bouw van de Sint-Pieter).

## Nasleep
Hoewel Karel V de situatie rondom de dijken serieus opvatte – hij benoemde op 2 juli 1515 een oppertoezichthouder voor de Hollandse en West-Friese dijken, Karel van Poitiers – heeft onderzoek nooit aangetoond, dat het door Karel V geïncasseerde geld ook daadwerkelijk gebruikt werd voor de dijkverbetering. Onder andere Desiderius Erasmus zou hierover zijn twijfels uiten.
Op 13 september 1515 verkreeg Karel V nog een aanvullende gunst via paus Leo X. Een tiende deel van de kerkelijke inkomsten in de Nederlanden (waarvan de helft voor de paus) werd voor de duur van één jaar aan Karel V geschonken voor het onderhoud aan de dijken.
De uiteindelijke opbrengst van de dijkaflaat en de tiendenbelasting werd geschat op 128.346 gouden dukaten.